# Sonet 22 (William Szekspir)

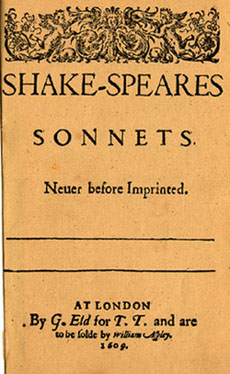
Strona tytułowa pierwszego wydania sonetów Shakespeare’a

Sonet 22 (W zwiercialdle własnej nie ujrzę starości) – jeden z cyklu sonetów autorstwa Williama Shakespeare’a.

## Treść
W utworze tym podmiot liryczny prosi, aby piękno młodzieńca, do którego się zwraca, trwało jak najdłużej, gdyż dzięki niemu możliwe jest jego istnienie.